# Воинские звания и знаки различия Вооружённых сил Молдовы
Воинские звания Республики Молдова — знаки различия Вооружённых Сил Республики Молдова. Республика Молдова не имеет выхода к морю, поэтому флота она не имеет.

## Звания и знаки различия ВС Республики Молдова Младшего Состава
- Солдат
- Капрал
- Sergent inferior  (Младший сержант)
- Sergent Сержант
- Sergent major (старший сержант)
- Plutonier( Старшина)
- Plutonier major (прапорщик)
- Plutonier adjutant (старший прапорщик)

## Звания и знаки различия ВС Республики Молдова Офицерского Состава
- Capitan (Капитан)
- Maior (Майор)
- Locotenent colonel (Подполковник)
- Colonel (Полковник)
- General de Brigadă (Бригадный генерал)
- General de Divizie (Дивизионный генерал)
- General de Corp de Armată (Корпусный генерал)